# مارك سالتر
مارك سالتر (بالإنجليزية: Mark Salter)‏ (16 مارس 1980 بأكسفورد في المملكة المتحدة - ) هو لاعب كرة قدم بريطاني في مركز الهجوم. لعب مع نادي ساوثيند يونايتد ونادي باث سيتي وBitton A.F.C. ‏ وفروم تاون ‏ وStreet F.C. ‏.

## وصلات خارجية
- مارك سالتر على موقع Soccerbase.com (لاعب) (الإنجليزية)